# Paul Hatschek
Paul Hatschek (11. března 1888 Opava – 15. května 1944 Brandenburg an der Havel) byl česko-německý inženýr s doktorátem z optiky a filmové techniky,  vynálezce a protinacistický odbojář.

## Život
V roce 1926 podal v Kanadě patent na promítací přístroj. V roce 1928 následoval americký patent „Optický projekční aparát“. V roce 1931 začal publikovat články o technologii zvukového filmu v německých technických časopisech.
Seznámil se s Robertem Uhrigem, německým komunistou a protinacistickým odbojářem, byl naverbován sovětskou vojenskou zahraniční zpravodajskou službou GRU a díky svému napojení na odbojovou skupinu s názvem Evropská unie se snažil poskytnout důležité informace. Podle Roberta Havemanna byl Hatschek roky pod dohledem gestapa. V roce 1943 byl zatčen a podroben intenzivnímu výslechu, v jehož důsledku dal nacistům četná jména členů odboje. Mezi zatčenými byla i jeho dcera Kristina Lavičková a manželka Elli Hatschek. Všichni tři byli odsouzeni k smrti. V květnu 1944 byl popraven ve věznici Brandenburg-Görden; jeho manželka a dcera byly popraveny ve věznici Plötzensee, jeho dcera v květnu 1944, manželka v prosinci 1944.

## Publikace
- Grundlagen des Tonfilms. Halle, [1931], 5. vydání Halle 1942, 9.–11.  vydání Halle, 1950
- Die Rhytmographie. In: Filmtechnik/Filmkunst, 7/7 (7. Februar 1931), 6–8.
- Was muß jeder vom Tonfilm wissen? Leipzig 1933
- Niederfrequenzverstärker: Planung, Berechnung und Bau von Niederfrequenzverstärkern und Verstärkeranlagen (spoluautor: Rolf Wigand)  Berlin 1933
- Die Photozelle im Dienst der Tonfilmwiedergabe. Halle 1933, 2.–4. vydání 1948
- Darf der Radiohändler Lautsprecher für Tonfilmzwecke verkaufen? In: Elektroton und Schallplatte. Beilage für Kraftverstärker, Nadel- und Lichttonwiedergabe, (=Beilage von Der Radio-Händler), Nr. 1, 1935, S. 77f.
- Die Wunder der Zeitdehnung und Zeitraffung. In: Die Filmwelt, 30. August 1936
- Fortschritte der Funktechnik und ihrer Grenzgebiete. In: Manfred von Ardenne, W. Fehr u. a. (Bearb. und Hrsg.): Handbuch der Funktechnik und ihrer Grenzgebiete. Bd. 4 [= Erg. Bd. 1]. Stuttgart 1936
- Optik des Unsichtbaren. Eine Einführung in die Welt der Elektronen-Optik. Stuttgart 1937
- Niederfrequenz-Verstärker und Uebertragungsanlagen  (spoluautor: Rolf Wigand) 2. vydání, Berlin 1938
- Neue physikalische Erkenntnisse im Dienst der Magie. In: Das neue Universum. 60. Band, Jahrgang 1939
- Radiotechnique. Les principes acoustiques et électriques et leurs applications. Rédigée en collaboration par M. v. Ardenne, W. Fehr, Hanns Gunther, Paul Hatschek, Paul Jaray, E. Nesper, Th. Schultes, W. Steindorff, R. Thun, Rolf Wigand, H. Wigge. Traduit de l’allemand par R. Springer. Impr. nouvelle, Orléans; Dunod, Paris 1939
- Optik für Praktiker. Halle 1941, 2. vydání 1948
- Electron-optics.  Boston 1944, 2. vydání Boston 1948